# Акшулаков, Владимир Еркеевич
Влади́мир Ерке́евич Акшула́ков (25 сентября 1992, Саратов) — российский дартсмен. Вице-чемпион России в личном разряде (2018), победитель и призёр всероссийских и международных соревнований. Игрок сборной России по дартсу. Участник Кубка мира WDF (2019). Мастер спорта России.

## Биография
Дартсом увлёкся в Саратовском государственном аграрном университете, когда учился на первом курсе. Спустя два года стал чемпионом Приволжского федерального округа в личном разряде и крикете, выполнив норматив мастера спорта.
Первый всероссийский успех пришёл к Акшулакову в 2018 году, когда он выиграл Кубок России. Спустя год он занял второе место в личном чемпионате России, проиграв в финале Борису Кольцову. Благодаря этому он вошёл в состав сборной страны.
Живёт в Саратове, но на всероссийском уровне представляет Башкортостан

## Вне спорта
В 2016 году окончил Саратовский государственный аграрный университет и там же остался работать доцентом на кафедре физической культуры и спорта.
Является тренером по дартсу.

## Достижения

### Личные
- Вице-чемпион России (2019)
- Обладатель Кубка России (2018)

### Американский крикет
- Вице-чемпион России (2023)[6]

### Парные
- Обладатель Кубка России (2023)[7]

### Командные
- Бронзовый призёр чемпионата России (2021)